# La sombra del pecado
La sombra del pecado é uma telenovela mexicana, produzida pela Televisa e exibida em 1966 pelo Telesistema Mexicano.

## Elenco
- Silvia Derbez
- Enrique Aguilar
- Virginia Gutiérrez
- Pituka de Foronda